# バッド・チェイサー
『バッド・チェイサー』（原題:Big Sky）は2015年に公開されたアメリカ合衆国のスリラー映画である。監督はホルヘ・ミッチェル・グラウ、主演はベラ・ソーンが務めた。本作は日本国内で劇場公開されなかったが、2020年9月2日にDVDが発売される予定である。

## ストーリー
ディーは別れた夫の援助を受けながら娘のヘイゼルを育ててきたが、ヘイゼルが18歳になった年、別れた夫から「あいつの広場恐怖症を治療しないなら、もう援助はしない」と言われた。そのため、ディーはヘイゼルを遠方の治療施設へ連れて行くことにした。ヘイゼルにとっては、家から出て車に乗ることすら一苦労であったのに、遠方の治療施設へ連れて行かれることは恐怖以外の何ものでもなかった。ディーは娘が感じる恐怖を少しでも軽減しようと、治療施設からのアドバイス通り、ヘイゼルを箱の中に入れて病院へ向かうことにした。
砂漠地帯を走行中、ディーが運転する車は2人のならず者（ジェシーとプルー）に襲撃された。ディーの怒鳴り声を聞いた途端、プルーは母親に虐待されていた頃の記憶を思い出した。取り乱したプルーはディーを銃で撃った。その様子を見ていたジェシーは激怒したが、取り敢えず証拠隠滅を図ることにした。2人は箱の中にいたヘイゼルの存在に気が付かないまま、その場から走り去っていった。ほどなくして、ヘイゼルが勇気を振り絞って箱の中から出ると、辛うじて一命を取り留めたディーの姿があった。母親の命を救いたいという思いから、ヘイゼルは近くの居留地へ単身向かうことにした。ヘイゼルが出発した後、ディーはヘイゼルのメモ書きを発見した。ヘイゼルはディーが自分を忌み嫌っていると思い込んでおり、何故嫌われてしまうのかを自分なりに分析していたのであった。
いざ出発したまでは良かったが、ヘイゼルは広い空間がもたらす恐怖に苦しめられていた。さらに悪いことに、恐怖を落ち着けるための偽薬が砂埃にまみれてしまった。それでも、ヘイゼルは近くの目標物（サボテンなど）まで到達することに専念することで、広場恐怖に打ち勝とうとしていた。暑さの中、ヘイゼルは亡くなった妹の幻影を見るようになった。その頃、ジェシーはディー以外の人物が車の中にいたことに気が付き、プルーにディーを見張るよう命じると共に、自身はヘイゼルの行方を追うことにした。

## キャスト
- ベラ・ソーン - ヘイゼル
- キーラ・セジウィック - ディー
- フランク・グリロ - ジェシー
- アーロン・トヴェイト - プルー
- フランソワ・アルノー - クリート

## 製作
2013年10月10日、ベラ・ソーン、キーラ・セジウィック、フランク・グリロ、アーロン・トヴェイトがキャスト入りした。同月、本作の主要撮影がニューメキシコ州のアルバカーキで始まった。

## 評価
本作に対する批評家からの評価は芳しいものではない。映画批評集積サイトのRotten Tomatoesには11件のレビューがあり、批評家支持率は18%、平均点は10点満点で4.3点となっている。また、Metacriticには7件のレビューがあり、加重平均値は36/100となっている。